# Nguyễn Quang Tuấn (quay phim)
Nguyễn Quang Tuấn là một cố nhà quay phim người Việt Nam. Ông từng giành giải Quay phim xuất sắc tại Liên hoan phim Việt Nam lần thứ 7 với tập thứ 2 của bộ phim Biệt động Sài gòn.

## Sự nghiệp
Nguyễn Quang Tuấn bắt đầu theo các đoàn làm phim từ khá sớm, ông từng tham gia hậu cần, vác máy móc cho đoàn làm phim tài liệu Việt Nam trên đường thắng lợi của đạo diễn Roman Karmen. Năm 1955, ông là thành viên trong đoàn du học sinh đầu tiên của Điện ảnh Việt Nam được đào tại chính quy hệ Đại học ở nước ngoài, ngoài ông thì còn có Lê Đăng Thực, Lê Thanh Đức, Ngô Mạnh Lân và Nguyễn Khắc Lợi. Nguyễn Quang Tuấn học về ngành quay phim tại trường VGIK của Liên Xô.
Dù đã tốt nghiệp và về nước năm 1962 nhưng phải đến năm 1965, Nguyễn Quang Tuấn mới được quay chính và tạo được dấu ấn với bộ phim điện ảnh Lá cờ chuẩn. Theo nghệ sĩ Hải Ninh, trong khoảng 6 năm này, Quang Tuấn vẫn chưa khai thác được hết tiềm năng của một người được đào tạo từ nước ngoài về vì thường được giao những tác phẩm trai với sở trường. Phải đến bộ phim Bài ca ra trận do đạo diễn Trần Đắc làm năm 1971, tài năng của Quang Tuấn mới được chú ý đến. Năm 1977, Nguyễn Quang Tuấn làm quay phim chính cho tác phẩm điện ảnh Mối tình đầu do Hải Ninh làm đạo diễn.
Năm 1988, Nguyễn Quang Tuấn tiếp tục học một khóa nâng cao ngắn hạn trên đại học do trường VGIK tổ chức cho các cựu sinh viên đã tốt nghiệp.

## Tác phẩm

### Phim tài liệu
| Năm  | Tựa đề                            | Đạo diễn       | Chú thích |
| ---- | --------------------------------- | -------------- | --------- |
|      | Lời ru từ lòng đất                |                |           |
| 1968 | Vĩ Tuyến 17: Chiến tranh Nhân dân | Joris Ivens    |           |
|      | Những người cộng sản              | Đào Thanh Tùng |           |
| 1980 | Nguyễn Trãi                       | Đặng Nhật Minh | [ 4 ]     |

### Phim truyện điện ảnh
| Năm                    | Tựa đề                    | Đạo diễn                  | Chú thích              |
| Phó / trợ lý quay phim | Phó / trợ lý quay phim    | Phó / trợ lý quay phim    | Phó / trợ lý quay phim |
| ---------------------- | ------------------------- | ------------------------- | ---------------------- |
| 1963                   | Khói trắng                | Nguyễn Tiến Lợi, Lê Thiều |                        |
| 1963                   | Làng nổi                  | Trần Vũ. Huy Thành        |                        |
| 1964                   | Kim Đồng                  | Nông Ích Đạt, Ngô Phạm Từ |                        |
| Quay phim chính        |                           |                           |                        |
| 1965                   | Lá cờ chuẩn               | Uda (Liên Xô)             |                        |
| 1966                   | Cô giáo Hạnh              | Vũ Phạm Từ, Phạm Kỳ Nam   |                        |
| 1968                   | Lửa                       |                           | [ 2 ]                  |
| 1971                   | Người cộng sản trẻ tuổi   | Vũ Phạm Từ                |                        |
|                        | Cuộc chiến đấu thầm lặng  |                           | [ 2 ]                  |
| 1971                   | Bài ca ra trận            | Trần Đắc                  |                        |
| 1975                   | Biệt động Sài Gòn         | Long Vân                  |                        |
| 1977                   | Mối tình đầu              | Hải Ninh                  |                        |
| 1982                   | Làng Vũ Đại ngày ấy       | Phạm Văn Khoa             | [ 2 ]                  |
| 1990                   | Người rừng                | Nguyễn Văn Thông          |                        |
| 1990                   | Hẹn gặp lại Sài Gòn       | Long Vân                  |                        |
| 1992                   | Chuyện tình bên dòng sông | Đức Hoàn                  |                        |
| 1992                   | Tình yêu bên bờ vực thẳm  | Trọng Phan, Hải Ninh      |                        |
| 1995                   | Đất nước đứng lên         | Hồ Thái - Đặng Việt Bảo   |                        |
| 1996                   | Số phận một tình yêu      | Hải Ninh                  |                        |

## Giải thưởng
| Năm  | Giải thưởng                       | Phim                                 | Đề cử              | Kết quả   | Chú thích   |
| ---- | --------------------------------- | ------------------------------------ | ------------------ | --------- | ----------- |
| 1985 | Liên hoan phim Việt Nam lần thứ 7 | Biệt động Sài gòn (tập 2): Tĩnh lặng | Quay phim xuất sắc | Đoạt giải | [ 2 ] [ 5 ] |